# 大果珊瑚冬青
大果珊瑚冬青（学名：Ilex corallina var. macrocarpa）为冬青科冬青屬下的一个变种。

## 扩展阅读
- 維基物種上的相關：大果珊瑚冬青